# Ширингинское сельское поселение
Се́льское поселе́ние «Ширингинское» — муниципальное образование в Еравнинском районе Бурятии Российской Федерации.
Административный центр — посёлок Ширинга.

## История
Статус и границы сельского поселения установлены Законом Республики Бурятия от 31 декабря 2004 года № 985-III «Об установлении границ, образовании и наделении статусом муниципальных образований в Республике Бурятия»

## Население
| 2011 | 2012 | 2013 | 2014 | 2015 | 2016 | 2017 |
| ---- | ---- | ---- | ---- | ---- | ---- | ---- |
| 578  | ↘559 | ↘558 | ↘557 | ↗563 | ↘548 | ↘545 |
| 2018 | 2019 | 2020 | 2021 | 2023 | 2024 |      |
| ↘542 | →542 | ↘530 | ↘498 | ↘495 | ↘492 |      |

## Состав сельского поселения
| № | Населённый пункт | Тип населённого пункта          | Население |
| - | ---------------- | ------------------------------- | --------- |
| 1 | Ширинга          | посёлок, административный центр | ↘492      |